# Kernaalanjärvi
Kernaalanjärvi är en sjö i Finland. Den ligger i kommunen Janakkala i landskapet Egentliga Tavastland, i den södra delen av landet, 80 km norr om huvudstaden Helsingfors. Kernaalanjärvi ligger 79,4 meter över havet. Den är 7,91 meter djup. Arean är 4,45 kvadratkilometer och strandlinjen är 14,58 kilometer lång. Sjön  ingår i Kumo älvs huvudavrinningsområde. 